# LZ 59
Цеппелин LZ 59 (военно-морское обозначение L 20) — немецкий дирижабль времён Первой мировой войны, построенный фирмой Luftschiffbau Zeppelin для Императорских военно-морских сил. Первый цеппелин-представитель класса «Q»(англ. Q-Class). В общей сложности совершил 19 полётов (в том числе — 2 бомбардировочных рейда над территорией Великобритании и 10 разведывательных вылетов).

## История создания и конструкция
Цеппелин LZ 59 разрабатывался как средство осуществления бомбардировок городов Великобритании и строился компанией Luftschiffbau Zeppelin во Фридрихсхафене для Кайзерлихмарине. Строительство первой модели класса «Q» было завершено 21 ноября 1915 года. Корабль имел диаметр 18,7 м и рекордную на то время длину в 178,5 м. 35 800 м³ несущего газа распределялись по 18-ти газовым камерам.
Дирижабль оснащался четырьмя двигателями Maybach HS Lu, каждый по 179 кВт, позволявшими кораблю развивать максимальную скорость 95 км/ч, благодаря чему дальность полёта составляла 4 900 км
18 членов экипажа размещались в двух гондолах.

## Боевые вылеты

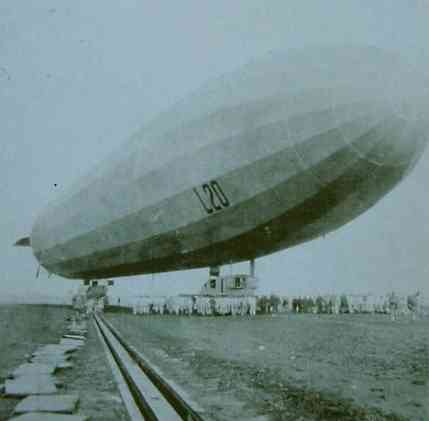
LZ 59 после окончания строительства

### Бомбардировочный рейд над территорией Мидленда, Великобритания

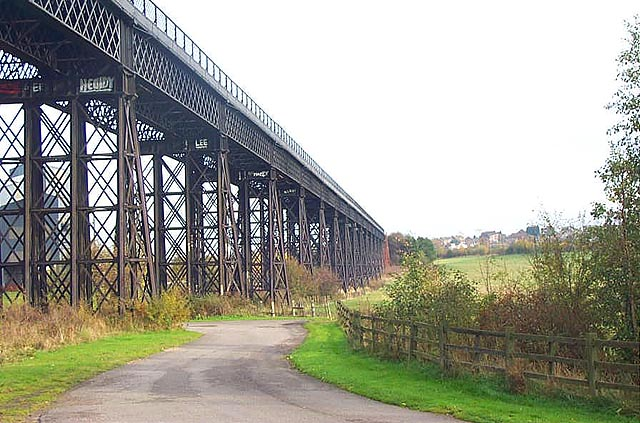
Виадук Беннерли

Первый боевой вылет корабля состоялся в начале февраля 1916 года. Целью цеппелинов стал Ливерпуль и другие населённые пункты Мидленда. В ночь с 31 января на 1 февраля вместе с L 19 корабль вылетел из Тёндера и присоединился к группе из 9 цеппелинов. Корабль атаковал Виадук Беннерли, расположенный недалеко от Эусуорта. На объект было сброшено 7 бомб. Как выяснилось позже, эта атака не причинила материального ущерба и не нанесла человеческих потерь противнику.
Следующей целью рейда был сталелитейный завод Стэнтон, на который было сброшено 15 авиабомб. Одна из бомб попала в железнодорожный мост через канал Нутбрук, вследствие этого погибли два человека. Ещё четыре авиабомбы были сброшены на Лафборо, располагавшийся в 30-ти километрах от Ноттингема. Две бомбы попали в здания городских магазинов, остальные разорвались недалеко от завода Императрицы. В ходе бомбардировки погибли 10 человек, ещё 12 были ранены. Затем корабль пролетел на 40 километров западнее и произвёл бомбардировку Бертон-апон-Трента, в ходе которой погибло 15 человек.

### Бомбардировочный рейд мая 1916 года. Крушение

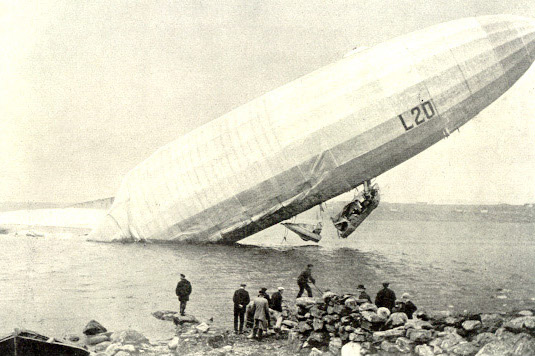
L20 после аварийной посадки

Второй рейд корабля начался ночью со 2 на 3 мая 1916 года. Корабль взлетел с базы в Тёндере и вместе с шестью другими кораблями направился к Британским островам, чтобы произвести бомбардировку ряда предприятий и железнодорожных объектов. Также была запланирована атака кораблей в устье Ферт-оф-Форт.
На обратной дороге у L 20 возникли проблемы с двигателем, к тому же дирижабль встретил сильный встречный ветер, переросший в штормовой, поэтому, минуя ветры, дирижаблю приходилось маневрировать, удлиняя обратный путь. Вследствие этого, ещё до возвращения на авиабазу у цеппелина кончилось топливо, и он совершил аварийную посадку у побережья Норвегии. В результате аварии 3 члена экипажа погибли, остальные были спасены рыбацкой лодкой и торпедным катером.